# Myinodes interpunctaria atlantica
Myinodes interpunctaria atlantica é uma subespécie de insetos lepidópteros, mais especificamente de traças, pertencente à família Geometridae.
A autoridade científica da subespécie é Hausmann, tendo sido descrita no ano de 1994.
Trata-se de uma subespécie presente no território português.